# Xəlilli (Babek)
Xəlilli è un comune dell'Azerbaigian situato nel distretto di Babək.